# Summerred

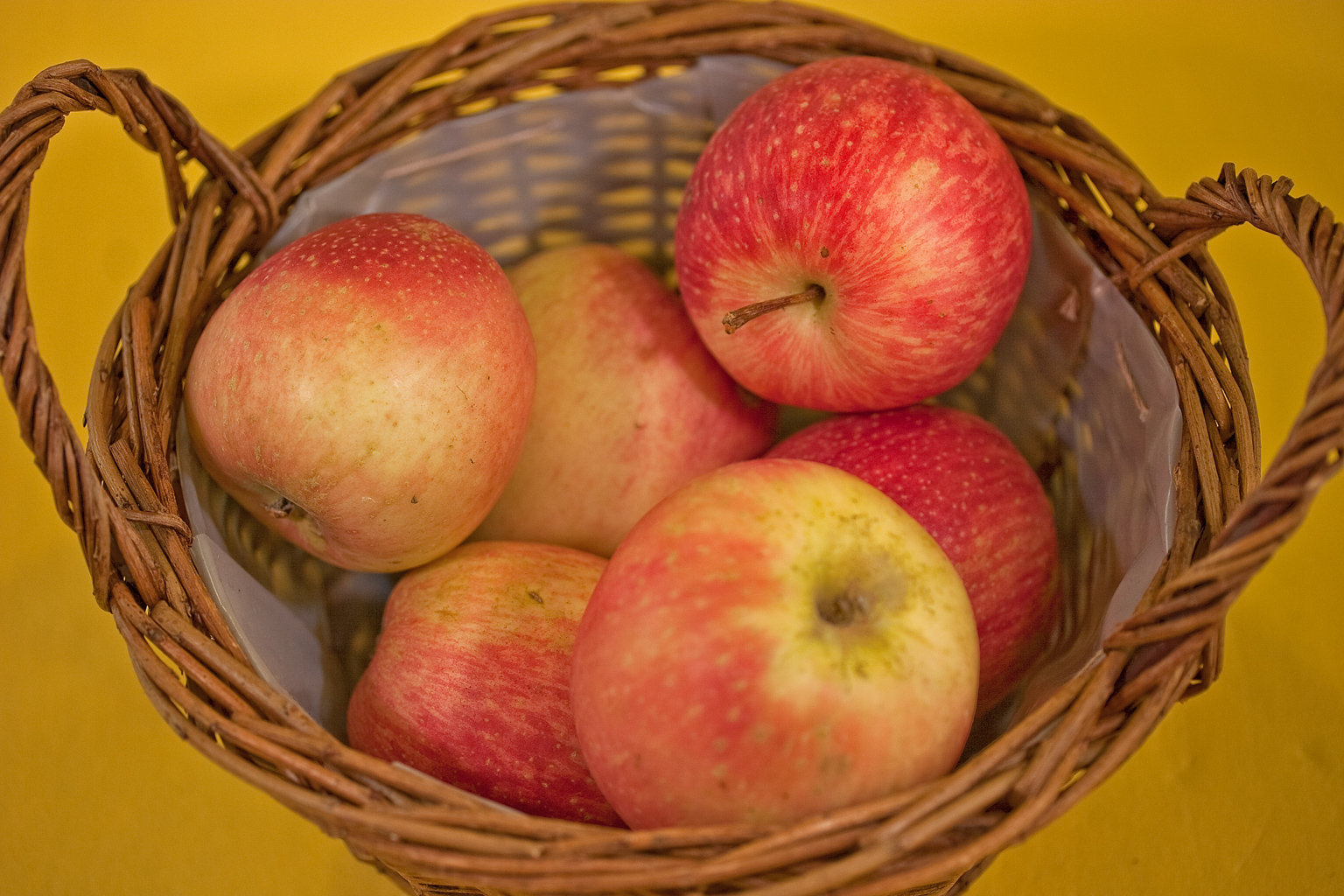
Summerred

Summerred (Malus domestica 'Summerred') je ovocný strom, kultivar druhu jabloň domácí z čeledi růžovitých. Plody jsou řazeny mezi odrůdy letních jablek, od poloviny srpna, skladovatelné jsou do října.

## Historie

### Původ
Byla nalezena v Kanadě v roce 1964. Odrůda je semenáč odrůdy Summerland, jenž vznikla zkřížením odrůd 'McIntosh' a 'James Grieve'.

## Vlastnosti

### Růst
Růst odrůdy je bujný. Velká rozložitá koruna během vegetace zahušťuje. Řez je vhodný, zejména letní řez.

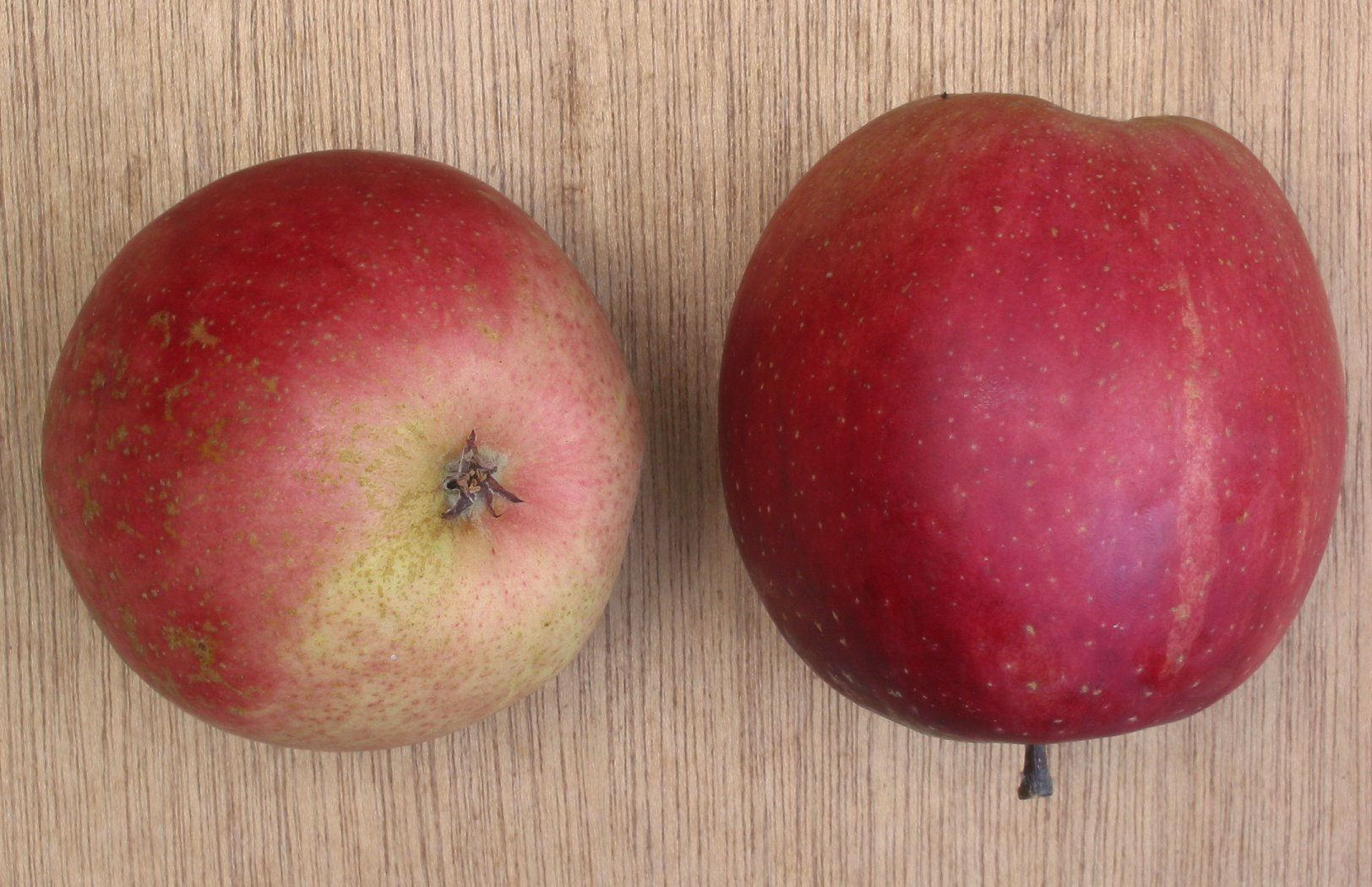
Summerred

## Plodnost
Plodí záhy, bohatě a pravidelně. Vyžaduje probírku plodů.

## Plod
Plod je vyšší, oválný, střední. Slupka hladká, mírně matná, hnědočervené až červené barvy. Dužnina je křehká, krémově bílá, středně pevná, šťavnatá a křupavá .

## Choroby a škůdci
Odrůda je citlivá k nektriové rakovině, strupovitosti jabloní a padlí. Podle jiných zdrojů je středně odolná k padlí a strupovitosti. Další zdroj uvádí také citlivost k chorobě bakteriální spála růžovitých.

## Použití
Je vhodná k přímému konzumu a pěstování na zahradách.